# Trogocryptoides shintaroi
Trogocryptoides shintaroi là một loài bọ cánh cứng trong họ Salpingidae. Loài này được Sasaji miêu tả khoa học năm 1988.